# Hans Rüdel
Johannes Hans Rüdel (* 6. Juli 1888 auf dem Bauhof in Nörtershausen; † 8. Juni 1975 in Trier) war ein deutscher Landrat.

## Leben und Herkunft
Hans Rüdel wurde am 6. Juli 1888 in eine auf dem Bauhof in Nörtershausen seit 200 Jahren ortsansässige Bauernfamilie hineingeboren. Nach Ende seiner schulischen Ausbildung absolvierte er von 1904 bis 1907 eine Verwaltungsausbildung als Volontär im Bürgermeisteramt Brodenbach und arbeitete im Anschluss als Bürogehilfe bei Stadtverwaltung in Bad Honnef. Ab 1908 war er bis 1915 im Sozialamt bei der Stadt Gelsenkirchen angestellt und legte dort im Jahr 1913 (anderen Quellen zufolge im Jahr 1915) seine erste Verwaltungsprüfung als Verwaltungsassistent ab, dem noch der Besuch der Verwaltungsakademie in Essen und der Besuch von Lehrgängen an verschiedenen Universitäten folgte. 1915 trat er eine Beamtenstelle beim Kreisausschuss des Kreises Bochum an, von wo er 1918 zum Kreiswohlfahrtsamt Bad Kreuznach wechselte, welches er ab dem 1. Juli 1924 als Kreisoberinspektor leitete. In seiner weiteren Eigenschaft als Geschäftsführer des Roten Kreuzes half er im Jahr 1923 während des von der Reichsregierung ausgerufenen passiven Widerstandes gegen die französisch-belgische Ruhrbesetzung und bis 1924 anhaltenden rheinischen Separatistenunruhen notleidenden Familien von politischen Gefangenen und von den Franzosen aus dem Kreis ausgewiesenen Personen finanziell. 1930 wurde er dafür in Anerkennung dieser Dienste mit dem Ehrenzeichen des Deutschen Roten Kreuzes I. Klasse ausgezeichnet.
Am 12. April 1933 wurde er als politisch nicht tragbar eingestuft, dann zunächst beurlaubt und am 13. Oktober aus dem Dienst des Landkreises Bad Kreuznach endgültig entlassen. Im März 1936 übernahm er übergangsweise die Geschäftsführung des Brüderkrankenhauses in Bad-Kreuznach, jedoch wurde er erneut zum 30. September 1938 auf Weisung der Kreisleitung entlassen. Im Zeitraum vom 1. Dezember 1938 bis zum 30. April 1941 war er Versicherungsvertreter und ab dem 8. Mai 1941 fand er wieder Anstellung als Kriegshilfsangestellter bei der Kreisverwaltung Trier. Am 1. Mai 1943 wurde er Wiederrufsbeamter in der Leitung der Finanz- und Steuerabteilung und nach Ende des Zweiten Weltkriegs wurde er wieder Kreisoberinspektor. Nach seinem Eintritt in die CDU im Januar 1946 wurde er am 21. des gleichen Monats vom Trierer Regierungspräsidenten Wilhelm Steinlein im Einverständnis mit der Französischen Militärregierung zum Bürgermeister der Amtsbürgermeisterei Ruwer ernannt. Das Amt trat Rüdel jedoch nicht an, da er am 4. Mai 1946 von Landrat Heinrich Salzmann zum Kreisamtmann befördert und mit der Büroleitung der Kreisverwaltung betraut wurde. Vom 9. November 1946 bis zum 21. April 1947 wurde Rüdel als Stellvertreter mit den Amtsgeschäften der Leitung des Landkreises Trier betraut. Am 15. März 1948 wurde er zum geschäftsführenden Landrat des Landkreises Prüm berufen. Nach der Explosionskatastrophe in Prüm am 15. Juli 1949 hatte Rüdel zusammen mit Polizeikommissar Franz Meyer nach Ausbrechen von Bränden die Stadt Prüm entschlossen evakuieren lassen und so verhindert, dass neben 12 zu beklagenden Toten noch mehr Menschen ums Leben kamen. Rüdel trat im Jahr 1952 in den Ruhestand.
Der deutsche Fotograf, Publizist und Historiker Holger Rüdel ist ein Enkel von Hans Rüdel. Hans Rüdel verstarb knapp vier Wochen vor seinem 87. Geburtstag in Trier.